# Daewoo Magnus
El Daewoo Magnus fue un sedán de tamaño mediano desarrollado y fabricado por Daewoo Motors hasta su adquisición por General Motors, y ahora se construyen en GM Daewoo Auto & Technology (GMDAT) por Daewoo Incheon Motor Company en sus Bupyeong instalaciones en Corea del Sur. GM Daewoo y otras divisiones de GM, así como GMDAT titular participación de Suzuki, han comercializado este coche con nombres diferentes en varios países. El coche también es conocido por su designación interna de Daewoo V200. El Director del proyecto fue el Dr. WJ Lee.
El V200 es un desarrollo del Daewoo Leganza (modelo V100), basado en una plataforma estirada de ese modelo. Lanzado en 2000, fue vendido junto con el Leganza en Corea hasta el final de la producción de V100 en el año 2002, cuando también se le ha sustituido en los mercados de exportación. Al propio V200 se le dio un amplio lavado de cara para el año 2006, lo que resultó en el modelo conocido como V250, o Daewoo Tosca en Corea. El V250 superó todas las versiones del V200 durante el año 2006.
El Daewoo Magnus es un sedán mediano desarrollado y fabricado por Daewoo para los años modelo 2000-2006, en una sola generación, y comercializado globalmente por GM Daewoo y otras divisiones de General Motors, así como por Suzuki, accionista de GMDAT. Desarrollado bajo la denominación interna de Daewoo, V200, el Magnus se comercializó principalmente en Estados Unidos como Suzuki Verona.
El V200 es el sucesor del Daewoo Leganza (modelo V100), que utiliza un chasis más grande de su plataforma. Lanzado el 23 de noviembre, se vendió junto con el Leganza en Corea hasta el final de la producción del V100 en 2002, cuando también lo sustituyó en los mercados de exportación. El V200 recibió una importante renovación en 2006, que dio lugar al modelo conocido como V250, o Daewoo Tosca en Corea. El V250 sustituyó por completo a todas las versiones del V200 durante 2006.
El Evanda viene equipado con el motor XK6 de 6 cilindros en línea desarrollado por Daewoo (DOHC 24V, 155 HP (116 kW) a 5800 rpm, 177 lb·pie (240 N·m) de torque a 4000 rpm – especificación canadiense) o un 2.0 L D-TEC de 4 cilindros en línea (DOHC 16V) fabricado por Holden, transferido del Leganza. Italdesign  fue responsable del diseño y estilo tanto del Leganza como del Magnus. Sin embargo, el próximo V250 fue diseñado en Corea por GM Daewoo.

Es posible que Chery Automobile haya utilizado la plataforma de este automóvil en Chery Eastar, Chery A5 y Chery Tiggo 3.

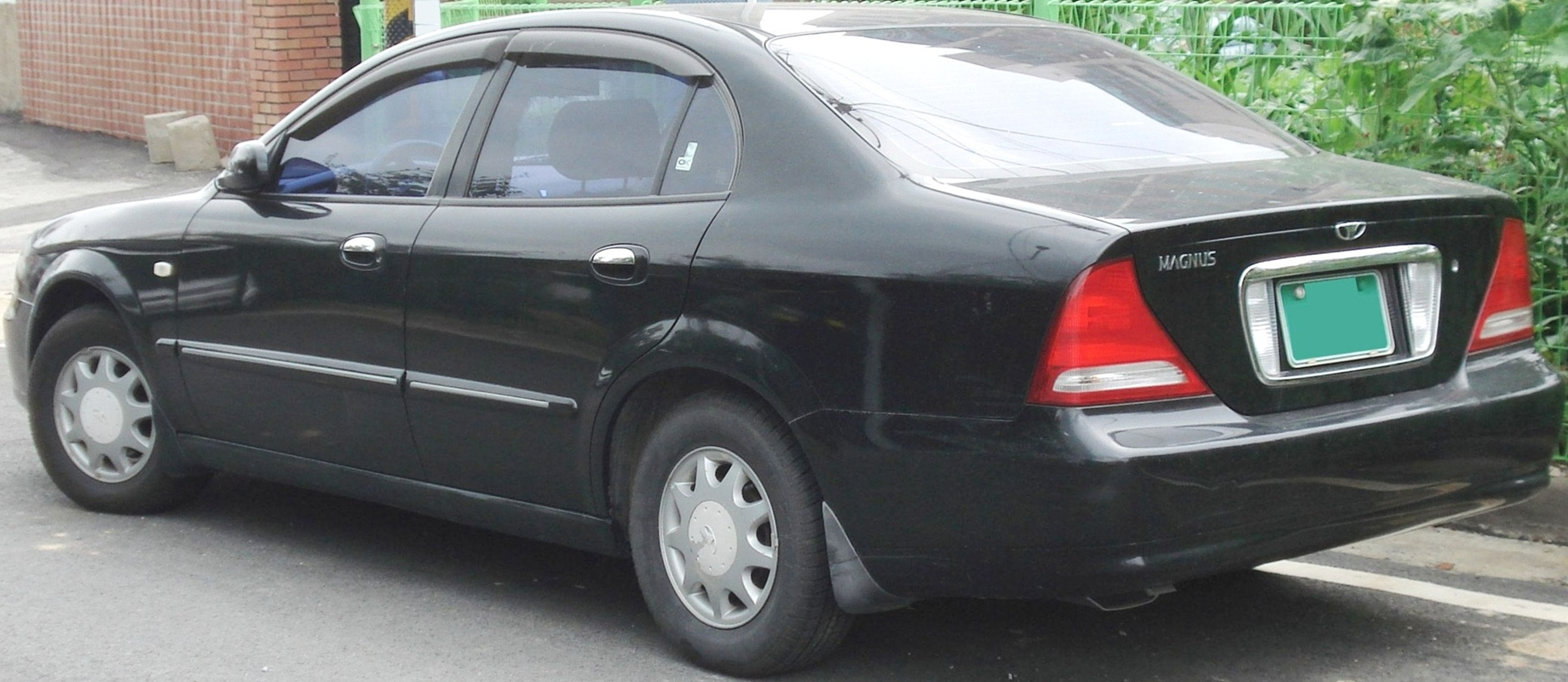
Daewoo Magnus (prerestyling para el mercado surcoreano)
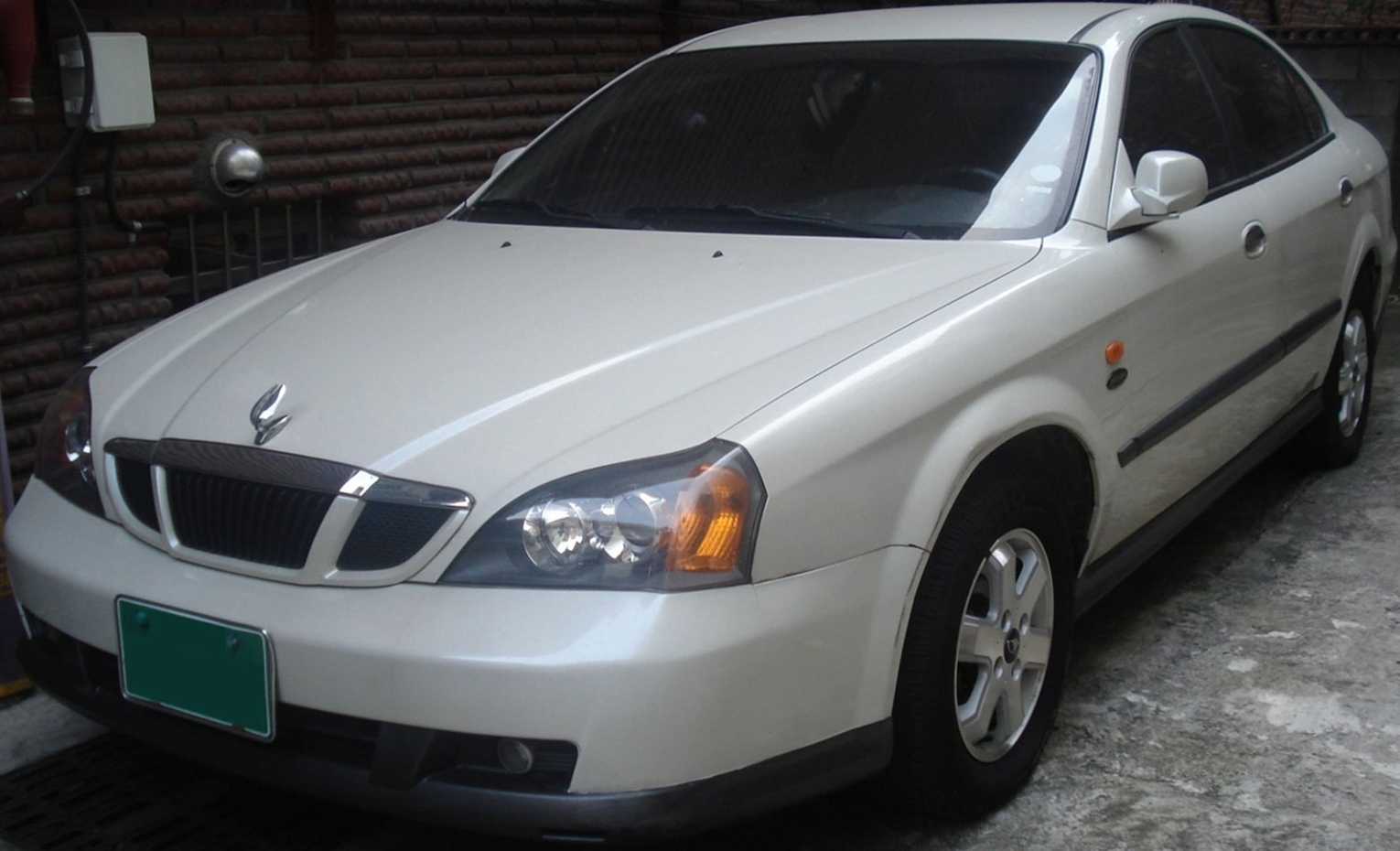
Daewoo Magnus (restyling para el mercado surcoreano)
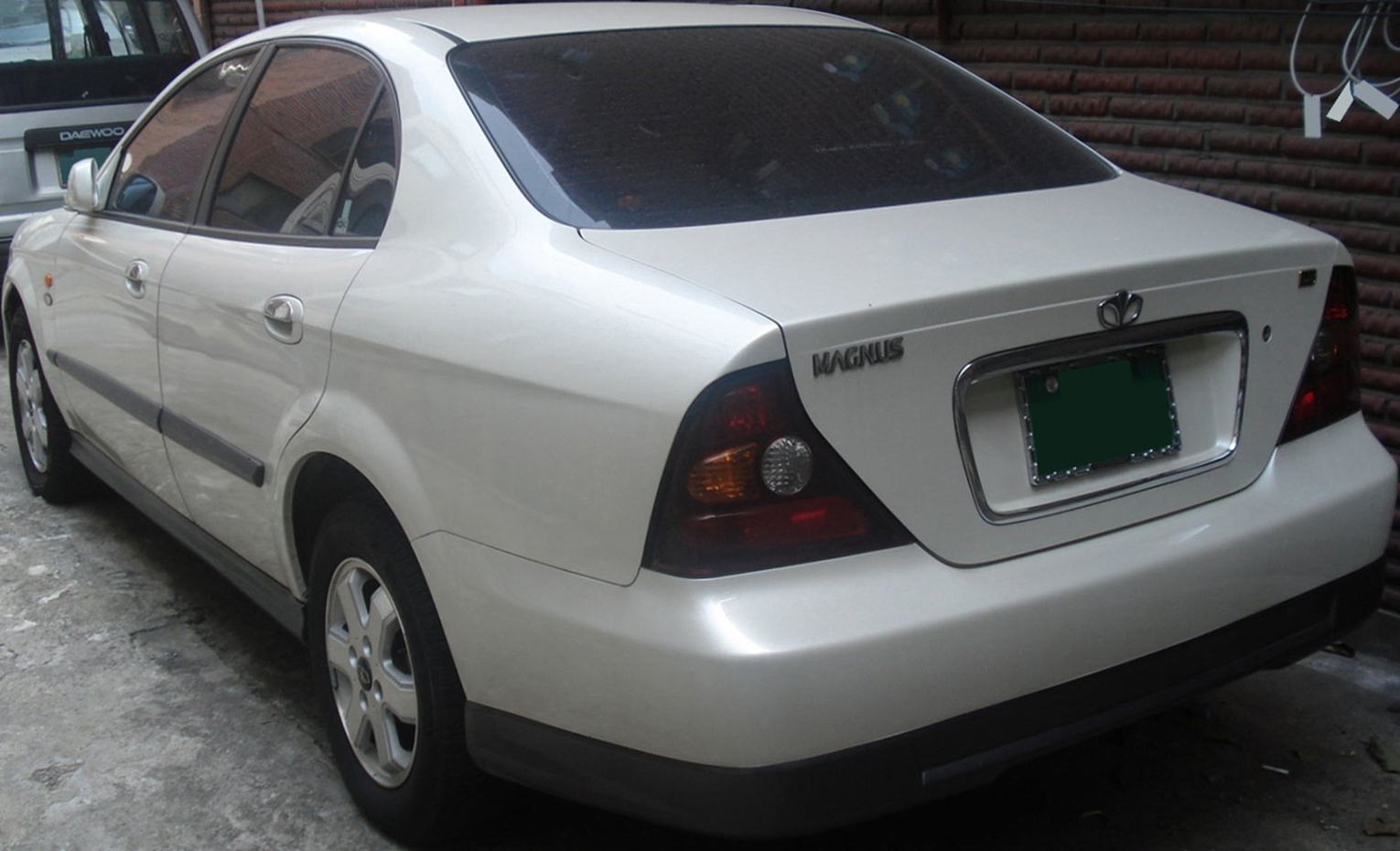
Vista trasera

## V200 en los mercados de exportación

### Daewoo / Chevrolet Evanda
De 2000 a 2004, el V200 se comercializó como Daewoo Evanda en Europa Occidental y como Chevrolet Evanda en muchos países de Europa del Este donde GM no utilizaba la marca Daewoo, ya que las versiones de fabricación local de antiguos modelos Daewoo aún se vendían bajo esa marca. El Evanda sustituyó al Leganza y también al Chevrolet Alero. Posteriormente, en 2004, la marca Daewoo fue sustituida por Chevrolet en toda Europa, y los modelos cambiaron de nombre en consecuencia.

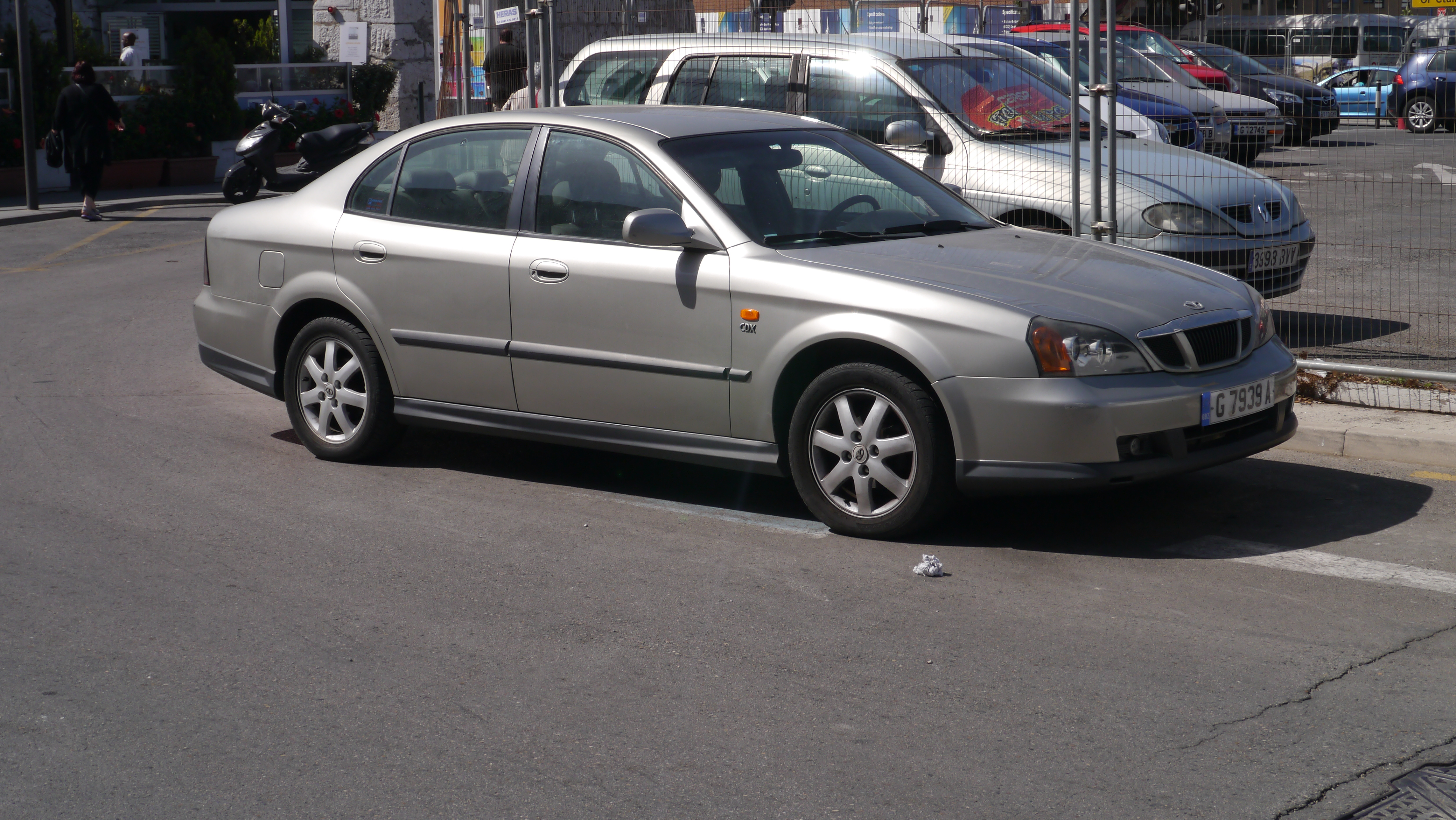
Daewoo Evanda (Gibraltar)
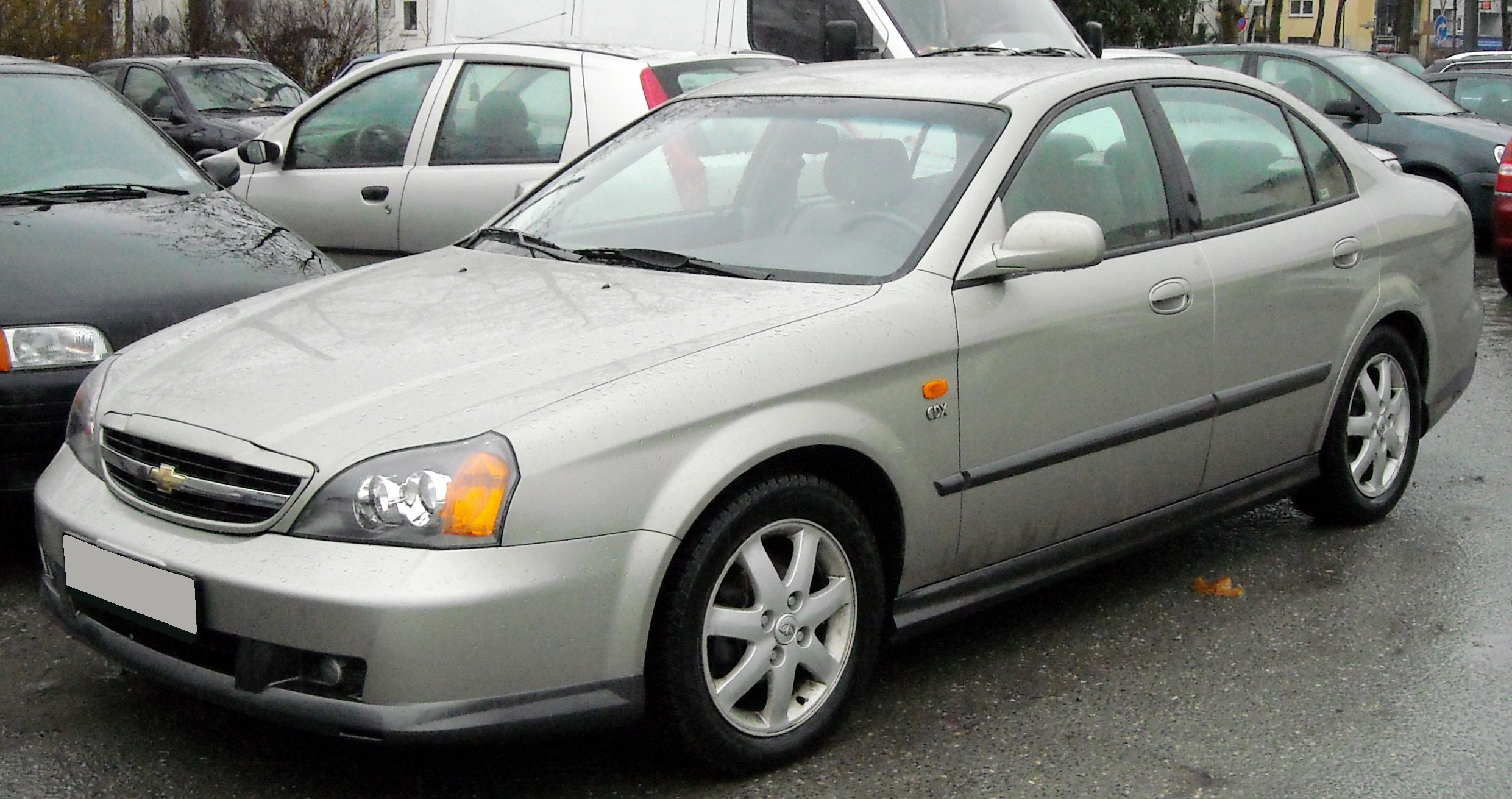
Chevrolet Evanda
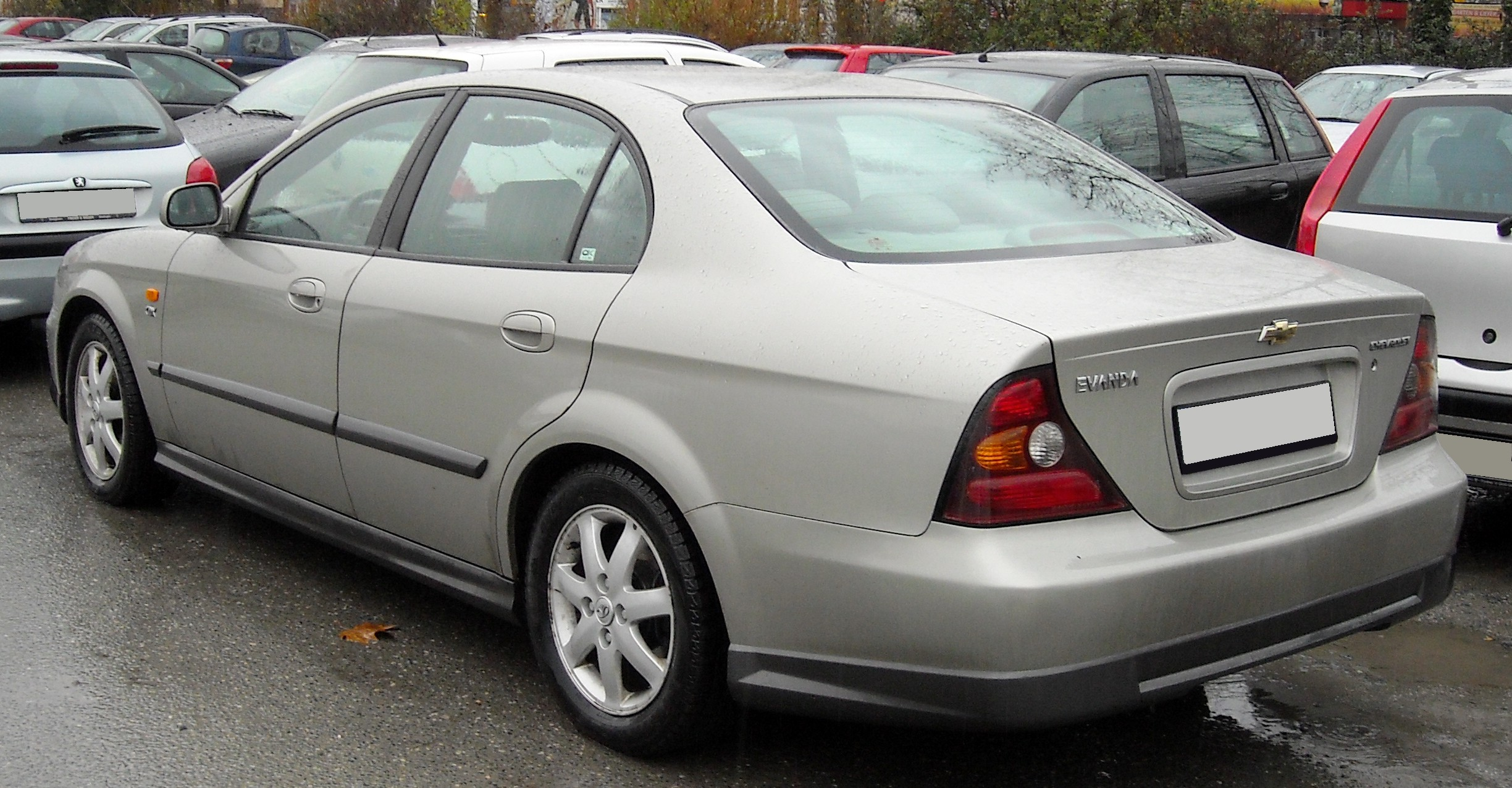
Chevrolet Evanda (vista trasera)

### Chevrolet Epica

#### Canadá
Desde 2004 (durante el cual se vendió junto con el Suzuki Verona), el Chevrolet Epica se vendió en Canadá en dos niveles de equipamiento, el LS y el LT. Reemplazó al Oldsmobile Alero desde la eliminación gradual de la marca en 2004, ya que la mayoría de los concesionarios Chevrolet vendían Oldsmobiles. Para el año modelo 2005, ambas versiones presentaron el 2.5 litros en línea-6, impulsando las ruedas delanteras a través de una transmisión automática de cuatro velocidades controlada electrónicamente. El auto se posicionó como una entrada de lujo económica, con el modelo LS equipado con asiento eléctrico de 8 posiciones, llantas de aleación de 15 pulgadas, frenos de disco en las 4 ruedas, aire acondicionado, control de crucero y reproductor de CD. La versión LT agregó control de tracción, ABS y techo corredizo, todos también opcionales para el modelo LS. El precio base fue de $ 24,710 (dólares canadienses) para el LS y $ 27,400 (dólares canadienses) para el LT. En cuanto a precio, era el sedán tope de gama de Chevrolet en Canadá, con un precio intermedio entre el Malibu y el Impala, pero en tamaño entre el Cobalt y el Malibu. Las ventas del Epica fueron lentas en Canadá, y el Impala y el Malibu superaron en ventas a estos dos modelos.
El Chevrolet Epica dejó de venderse en Canadá desde septiembre de 2006. Durante el último año, solo se vendió una versión: la LTZ por $26,650. Este exclusivo nivel de equipamiento, con todas las opciones, incluía las bolsas de aire laterales y el color Blanco Perla. Algunos colores son exclusivos de 2006: plateado y gris carbón.

#### Áreas insulares de los Estados Unidos
Durante un breve periodo, la Chevrolet Epica también estuvo disponible en Guam y las Islas Marianas del Norte, territorios estadounidenses, y, al igual que la versión canadiense, contaba con las mismas características. Al igual que la Epica en Canadá, también fue retirada del mercado.

#### Otros mercados
El Daewoo Magnus también se vendió como Chevrolet Epica en otros mercados internacionales, como Chile y China. El Chevrolet Epica, vendido en Oriente Medio (CCG), fue reemplazado posteriormente por el Chevrolet Malibu, procedente de Corea del Sur (2012-2022).

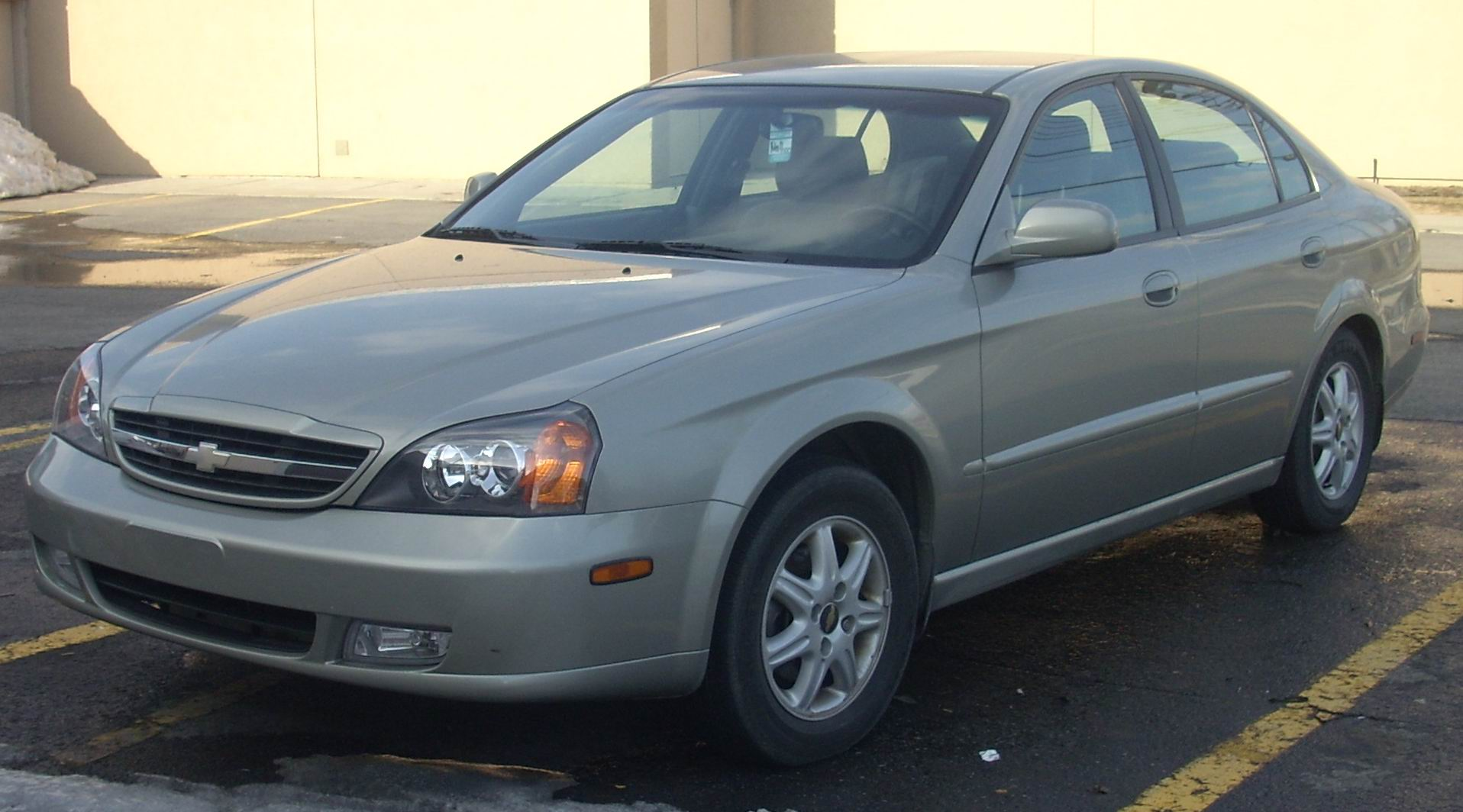
Chevrolet Epica (Canada)
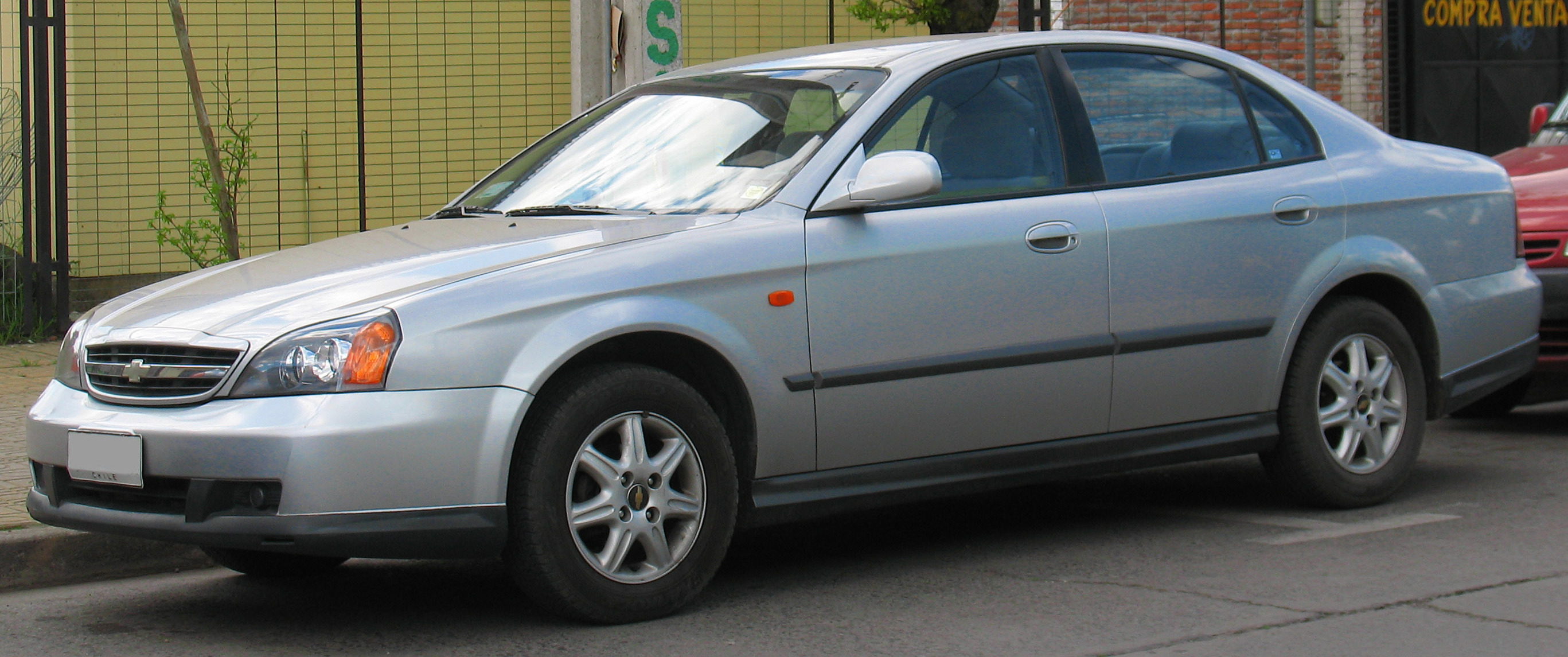
Chevrolet Epica (Chile)
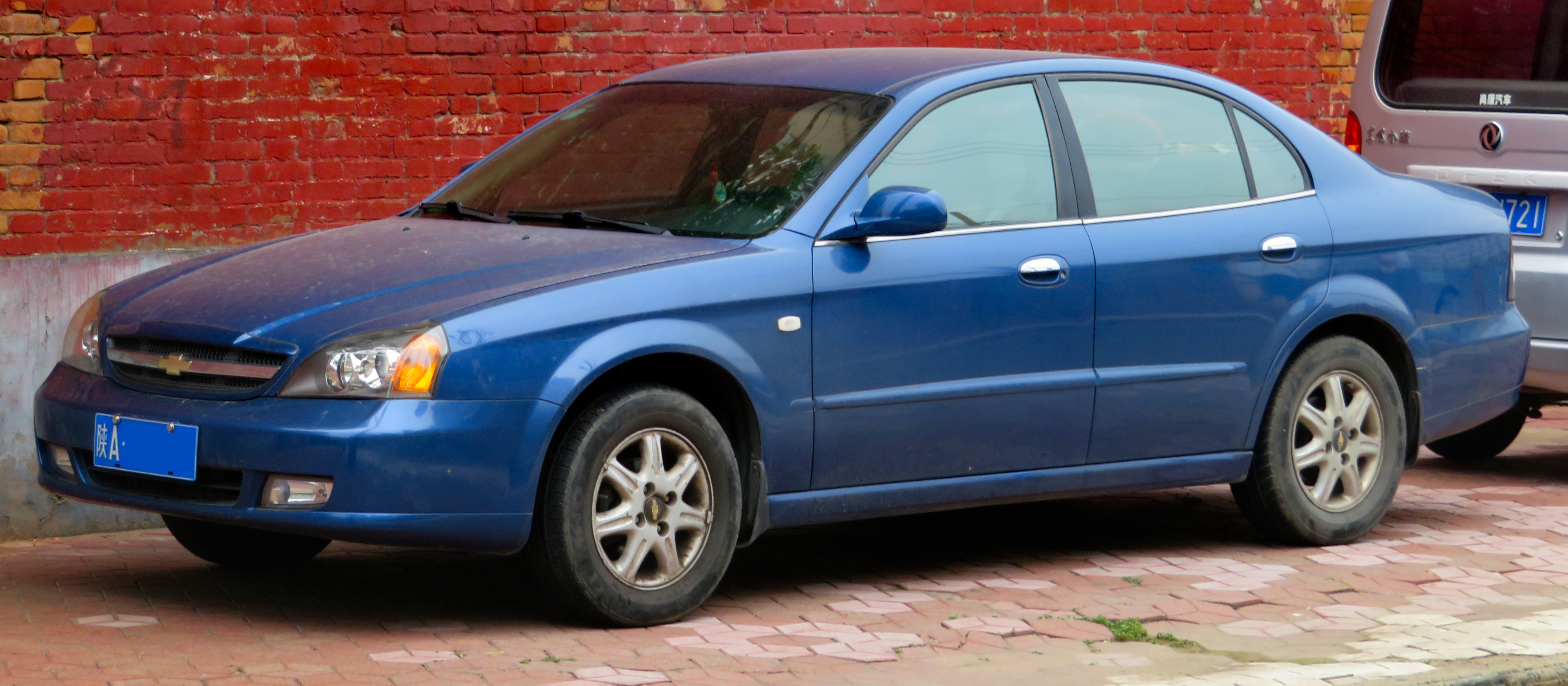
Chevrolet Epica (China)

La denominación Chevrolet Epica ahora se utiliza globalmente para el Daewoo Tosca, el sucesor del Daewoo Magnus V200.

### Suzuki Verona
El Magnus también fue rebautizado como Suzuki Verona en Estados Unidos y como Chevrolet Epica en otros mercados, como Canadá, China, Chile y Arabia. Sin embargo, Suzuki anunció que dejaría de fabricar el Verona después del modelo 2006 debido a las bajas ventas. Esto probablemente se debió a que el modelo estadounidense solo ofrecía un pequeño motor de 2.5 litros y 6 cilindros y transmisión automática, a diferencia de otros coches medianos con motores más grandes y transmisión manual. El Suzuki Kizashi sucedió al Verona en 2010.

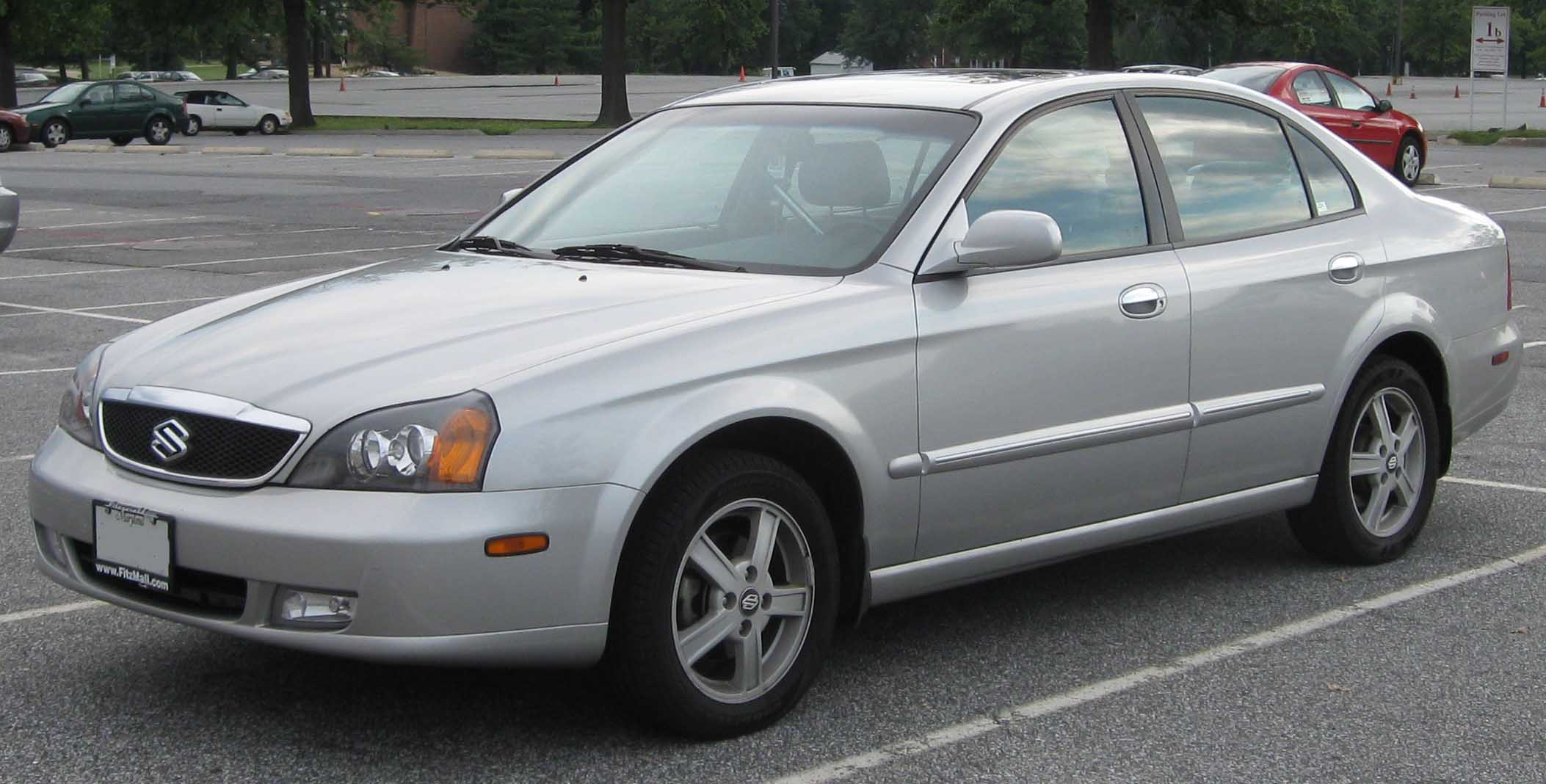
Suzuki Verona
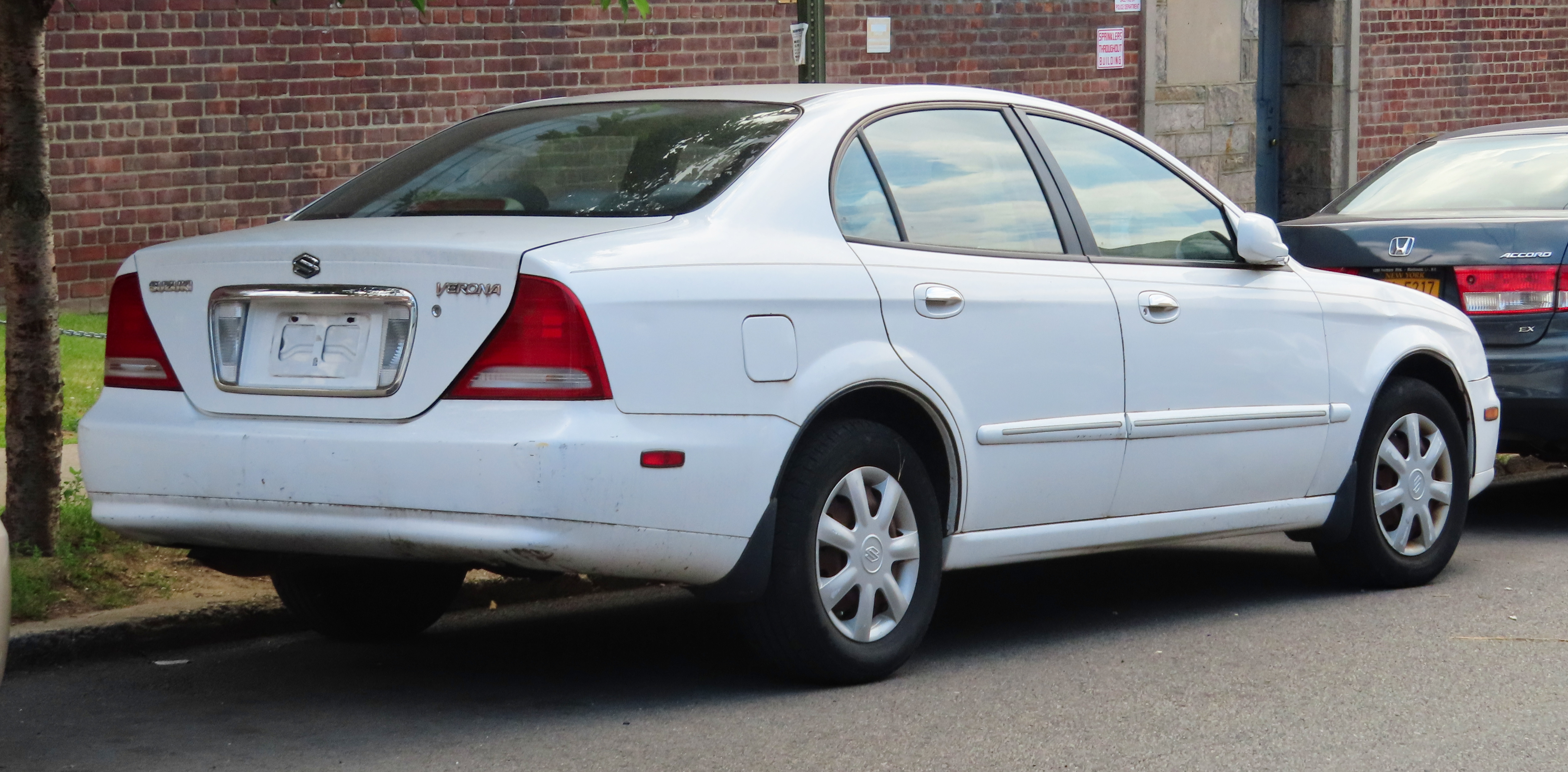
Suzuki Verona (vista trasera)

### Formosa Magnus
El Daewoo Magnus también se conoce como Formosa Magnus en Taiwán.

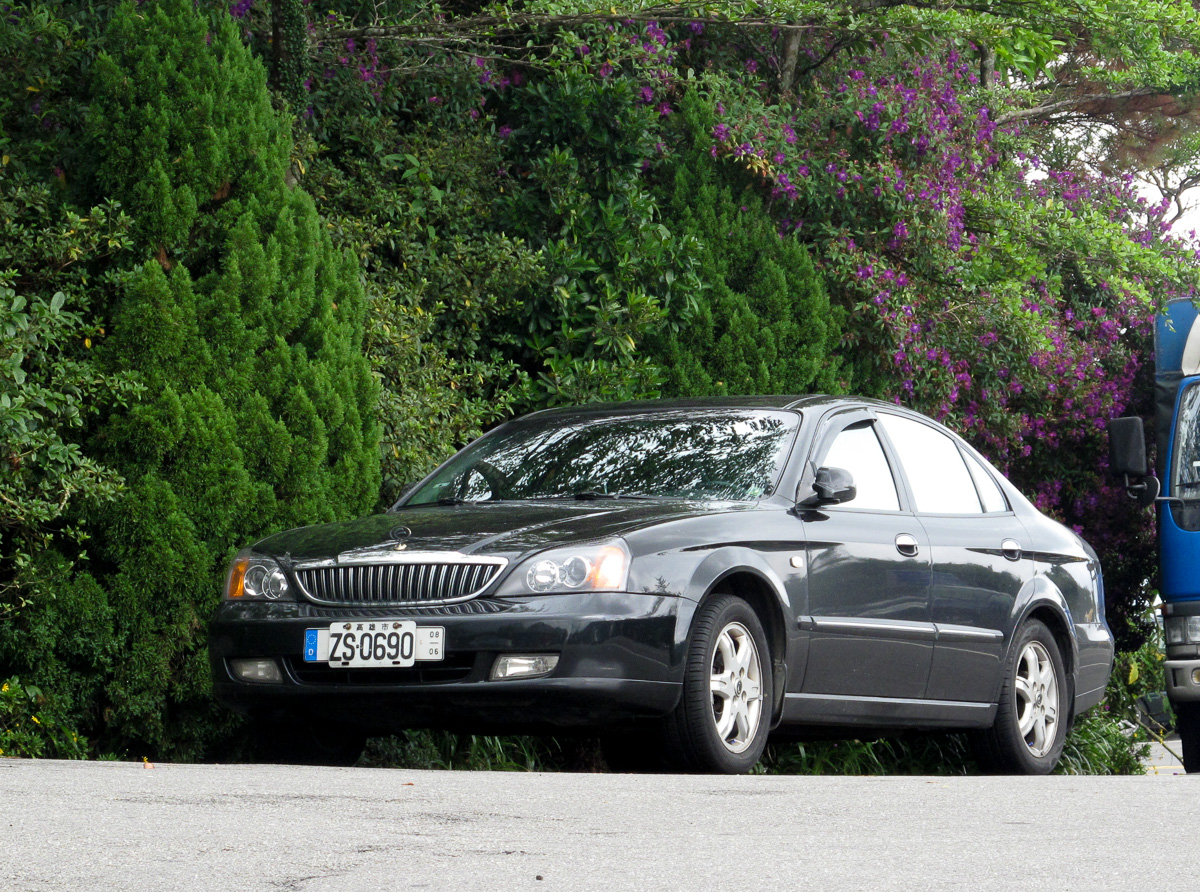
Formosa Magnus (Taiwán)
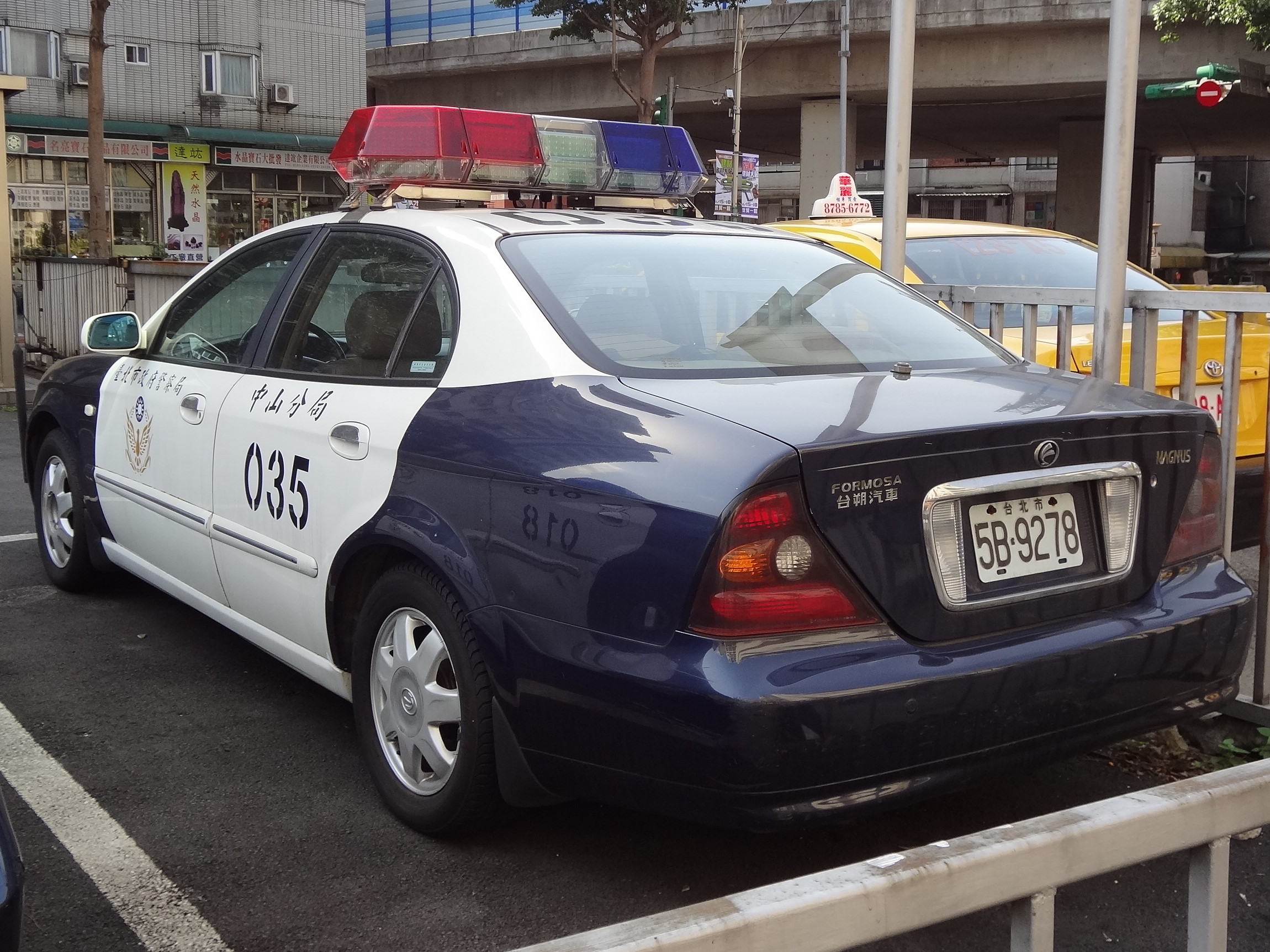
Formosa Magnus (Vista trasera)